# Гермипп
Герми́пп из Сми́рны (др.-греч. Ἕρμιππος, 2-я пол. III века до н. э.) — древнегреческий доксограф, один из наиболее значительных историков греческой философии, работавших в жанре биографии, ученик александрийца Каллимаха Киренского, важнейший источник Диогена Лаэртского.

## Деятельность Гермиппа как историка и биографа
Гермипп — автор серии биографий философов, ораторов, законодателей, поэтов и историков. В трактате «О магах» (Περί Μάγων) Гермипп связывает, в русле новых идей эпохи эллинизма, возникновение греческой философии с восточной традицией. Гермипп также является автором таких трудов как «О семи мудрецах», «О Пифагоре», «Об Аристотеле», «О Теофрасте», «О Горгии», «Об Исократе», «Об учениках Исократа», «О законодателях», «О перешедших из философии во власть». Известный каталог сочинений Аристотеля у Диогена Лаэртского представляет собой в основе своей список александрийского каталога Гермиппа.
Есть сведения, что Гермипп писал также о небесных явлениях, поскольку комментатор Арата из Сол Ахилл упоминает его «Явления». Также Афиней называет Гермиппа «звездочетом» (αστρολογικός).